# Encyocrypta grandis
Encyocrypta grandis är en spindelart som beskrevs av Raven 1994. Encyocrypta grandis ingår i släktet Encyocrypta och familjen Barychelidae.
Artens utbredningsområde är Nya Kaledonien. Inga underarter finns listade i Catalogue of Life.